# 兴隆镇 (通江县)
兴隆镇，原为兴隆乡，是中华人民共和国四川省巴中市通江县下辖的一个乡镇级行政单位。2020年5月，撤乡设镇。

## 行政区划
兴隆镇下辖以下地区：
兴隆场社区、太平村、安坪村、潮渔村、漂草村、三角村、芝坪村、转石村、紫金村、玛瑙村、白云村、五狮村、向坪村和渔池村。